# Bertil Schröder
Gustaf Bertil Schröder,  född 22 mars 1947 i Danderyds församling, död 29 augusti 2007 i Järfälla församling, var en svensk arkitekt.

## Utbildning och verksamhet
Bertil Schröder avlade studentexamen vid Spånga läroverk 1966, och arkitektexamen vid Kungliga Tekniska högskolan i Stockholm 1972. Han anställdes hos Höjer & Ljungqvist arkitektkontor från 1972, och blev delägare år 1979. Schröder var vd för företaget 1989–1996, då under namnet Origo arkitekter. 
Bertil Schröder är begravd på Skogskyrkogården i Stockholm.

## Verk i urval
- Vallatorp, bostadsområde, Täby, 1981.
- Nybodahöjden, Stockholm, 1988.
- Barkarby församlingshem, Jakobsberg, 1996.
- Juringeskolan, Huddinge, 2002.
- Grudes litografiska ateljé och stentryckeri i Sundby gård, Huddinge, 2005.
- Grindtorpsskolan, Botkyrka, 2007.